# 桌形軸孔珊瑚
桌形軸孔珊瑚（学名：Acropora hyacinthus）为軸孔珊瑚科軸孔珊瑚屬下的一个种。